# Platges de Calabón i El Castro
Les platges de Calabón i El Castro estan en el concejo de Cudillero, en l'occident del Principat d'Astúries (Espanya) i pertanyen al poble de Sant Marina. Forma part de la Costa Occidental d'Astúries i està dins del Paisatge Protegit de la Costa Occidental d'Astúries, estant catalogades com paisatge protegit, ZEPA i LIC.

## Descripció
Els entorns d'aquestes platges són verges i la seva perillositat és mitjana. La de Calabón és una platja de molt difícil accés a la qual pot arribar-se més fàcilment a través de la contigua Platja de La Gueirúa, amb la qual té en comú fragments d'uns illots, que són restes d'una antiga punta fracturada de quars i pissarra coneguda com "la Forcada".
Per la seva banda la del Castro, podria qualificar-se com una diminuta cala, situada entre Castañeras i Santa Marina, que presenta difícil accés, el qual es realitza a través d'un tàlveg obert per un rierol.
Té una desembocadura fluvial i és possible portar a la mascota. Existeix una petita cala entre «Calabón» i «El Castro» que en baixamar es comunica amb les dues citades i se la coneix com a «Caldeirina». La platja no té cap servei i les activitats possibles són la pesca submarina i l'esportiva a canya. Per visitar aquestes platges cal anar proveït de calçat fort per l'abrupte i tallant del jaç.